# Andy Ristie
Andy Ristie (Paramaribo, 17 maart 1982) is een Surinaams-Nederlands kickbokser.

## Carrière
Ristie werd geboren in Paramaribo, Suriname in 1982 en verhuisde naar Amsterdam, Nederland, waar hij werd opgeleid door de Surinaamse Nederlander Lucien Carbin. 
Met zijn lengte van 1,82 meter is hij lang voor een lichtgewicht. In de eerste jaren vocht hij in relatieve onbekendheid, tot hij op zijn 29e werd gerekruteerd voor de competitie van It's Showtime. Hier maakte hij zijn debuut op 26 maart 2011 in Brussel, België, en versloeg hij de Nederlander Nick Beljaards met een knock-out.
Op 25 september 2011 was hij opnieuw in Brussel en versloeg hij de Nederlander William Diender na een scheidsrechtersbeslissing. Op 2 november 2011 versloeg hij de Spanjaard Jonay Risco met een technisch knock-out in Tenerife, Spanje, tegen de linkse hoek. De linkse hoek is een specialiteit van Ristie. Ook staat hij bekend om zijn pogingen om kort na de bel een knock-out uit te delen, om zijn rake knieaanvallen en zijn slagkracht. 
Op 28 januari 2012 ging zijn tegenstander Hinata Watanabe tijdens It's Showtime in Leeuwarden, Nederland, bij elkaar drie keer naar de grond, waarna de scheidsrechter hem als technisch overwinnaar uitriep. Hiermee dwong hij respect af en verkreeg hij een contract bij K-1. In deze competitie kwam hij tegenover vijftien van de beste spelers van de wereld te staan. In de openingsfase won hij op 27 mei 2012 van de Armeniër Gago Drago in Madrid, Spanje. Hierna volgden meer overwinningen en stond hij medio 2012 inmiddels als 8e genoteerd op de wereldranglijst. Hij won ook de wedstrijden hierna, op een verlies in december 2012 na tegen Andy Souwer. Ook hierna bleef hij belangrijke partijen winnen en bevestigde hij zijn positie in de wereldtop.
Op 3 mei 2013 vocht Ristie tegen voormalig K-1 MAX-kampioen Albert Kraus bij Glory in Tokio en won op knock-out in de tweede ronde. Op 23 november 2013 won hij het Glory-wereldkampioenschapstoernooi in het lichtgewicht in New York, waarbij hij een van de grootste schrokken in de kickboksgeschiedenis veroorzaakte toen hij zowel de gedoodverfde favoriet Giorgio Petrosyan als grote kanshebber Robin van Roosmalen knock-out sloeg.

## Kampioenschappen
- World Kickboxing Network (WKN) Amateur Intercontinental Super Welterweight kampioen
- 2013: Glory wereldkampioen
- 2013: Knock-out van het Jaar (door zowel Bloody Elbow als Liver Kick)